# Neundorf (bei Schleiz)
Neundorf (bei Schleiz) – miejscowość i gmina w Niemczech, w kraju związkowym Turyngia, w powiecie Saale-Orla, wchodzi w skład wspólnoty administracyjnej Seenplatte.